# Kubota T15
Der Kubota T15 war Kubotas erster Aufsitztraktor, speziell für die Arbeit auf kleinen Reisfeldern im Hochland entwickelt. Er wurde zwischen 1962 und 1969 serienmäßig produziert. Alle Hauptteile, wie Motor und Karosserie, stellte Kubota in Japan her.

## Geschichte
Ab Mitte der 1950er Jahre richtete Kubota eine Entwicklungsabteilung ein, die Maschinen für einen effizienten Reisanbau entwickeln sollte. Die bis dahin lieferbaren ausländischen Modelle waren für diesen Zweck nicht ausgerichtet. Die erste Maschine, die die Abteilung entwickelte, war der einachsige Kleintraktor K4 mit 4-PS-Motor. Er ersetzte zwar das Zugtier und beschleunigte die Arbeit, verringerte aber nicht die körperliche Anstrengung. Die Person, die ihn bediente, musste immer noch bis zu den Knien im Wasser waten.
Deshalb begann 1957 die Arbeit an einem Prototyp für Aufsitztraktoren. Der erste Prototyp des Kubota T15 wurde speziell für die Arbeit auf kleinen Reisfeldern im Hochland konstruiert. Der Hauptverantwortliche für die Entwicklung war Yoshinobu Murayama, späterer Geschäftsführer von Kubota. Der T15 absolvierte kurz darauf seinen ersten Testdurchlauf, bei dem er mehr als 600 Stunden ununterbrochen betrieben wurde, mit Dauerfahrten von Kinosaki, Hyogo, zum Sakai-Werk in Osaka. 1959 wurden vier weitere T15-Prototypen gebaut. Die Tests führten zur Vorbereitung eines überarbeiteten, ausgereiften Serienmodells.
1960 wurde schließlich der Kubota T15 als erster Personentraktor des Unternehmens vorgestellt. Sein Motor und die Karosserie wurden vollständig im Inland hergestellt. Zu diesem Zweck wurde das Werk in Sakai entsprechend ausgerüstet. In der endgültigen Form ging der Traktor 1962 in die Serienproduktion. Damit begann Kubotas Traktoren- und Mähdrescherproduktion.
1969 wurde in den USA eine Vertriebsabteilung eingerichtet, die ein verbessertes Modell des T15 mit 21 PS unter dem Namen Kubota L200 auf den Markt brachte. Nach der erfolgreichen Einführung wurde in den USA die Kubota Corporation (KTC) gegründet. Im Jahr 1974 erschien der erste 12-PS-Traktor mit Allradantrieb. Obwohl der Allradantrieb bei den großen US-Traktoren zu dieser Zeit weit verbreitet war, war er im Bereich der Minitraktoren eine Neuheit.

## Technik
Der T15 war ein sehr leichter Traktor mit einem 15-PS-Vertikaldieselmotor und einem Leergewicht von 900 kg. Die Bodenfreiheit im verlängerten Teil des Kupplungsgehäuses zum Getriebe war relativ groß. Das ermöglichte die Aufhängung von Bodenbearbeitungsgeräten zwischen den Achsen. Der Traktor verfügte über eine verstellbare Spurbreite von 1020 bis 1500 mm, was für einen stabilen Betrieb in unwegsamem Gelände und für die Anpassung an die Reihen in Reisfeldern sehr nützlich war.

## Technische Daten
| Modell                | T15                                                            |
| --------------------- | -------------------------------------------------------------- |
| Motor                 | Stehender 2-Zylinder-4-Takt-Dieselmotor in Reihenbauart        |
| Hubraum               | 1191 cm3                                                       |
| Nenndrehzahl          | 1700/min                                                       |
| Max. Drehmoment       | 7 kpm (69 Nm) bei 1300/min                                     |
| Nennleistung          | 15 PS (11 kW)                                                  |
| Dauerleistung         | 12 PS (9 kW)                                                   |
| Maximale Leistung     | 18 PS (13 kW)                                                  |
| Getriebe              | Klauengetriebe mit vier Vorwärtsgängen und einem Rückwärtsgang |
| Startschaltung        | Handkurbel, auf Wunsch Batteriestart mit elektr. Startmotor    |
| Kühlung               | Flüssigkeitskühlung mit Wasser                                 |
| Bereifung             | 500–15 (vorn); 7–24 oder 8–24 (hinten)                         |
| Leermasse             | 900 kg                                                         |
| Schmierung            | Druckumlaufschmierung mit Nasssumpf                            |
| Zulässige Gesamtmasse | 1500 kg                                                        |
| Achsstand             | 1400 mm                                                        |
| Spurweite             | 1020–1500 mm                                                   |
| Wenderadius           | 2800 mm                                                        |
| Höhe                  | 2590 mm                                                        |
| Zapfwellendrehzahl    | 620/min (Getriebezapfwelle); 953/min (Motorzapfwelle)          |

Die Technischen Daten sind unterschiedlichen Quellen entnommen.